# Corallus cookii
Corallus cookii, también conocida como boa del árbol de Cook o boa del árbol de Cooke, es una especie de serpiente no venenosa de la familia Boidae. La especie es endémica de la isla de San Vicente en el Caribe. No hay subespecies reconocidas.

## Etimología
El nombre específico, cookii, es en honor al artista y naturalista inglés Edward William Cooke.

## Descripción
C. cookii es similar a Corallus hortulanus y Corallus grenadensis, solo que más pequeña, los adultos alcanzan una longitud total (incluida la cola) de 5 pies (152 cm) y son principalmente de color gris o marrón. No existen más de unos pocos especímenes en cautiverio.

## Rango geográfico
Endémica de la isla de San Vicente en el Caribe, C. cookii se conoce solo en unos pocos lugares de la isla. La localidad tipo dada es "West Indies", que fue restringida a "St. Vincent" por Henderson (1997).